# Сересо (Касерес)
Сересо (ісп. Cerezo) — муніципалітет в Іспанії, у складі автономної спільноти Естремадура, у провінції Касерес. Населення — 193 особи (2010).
Муніципалітет розташований на відстані близько 210 км на захід від Мадрида, 85 км на північ від Касереса.

## Демографія
Динаміка населення (INE ):

## Галерея зображень

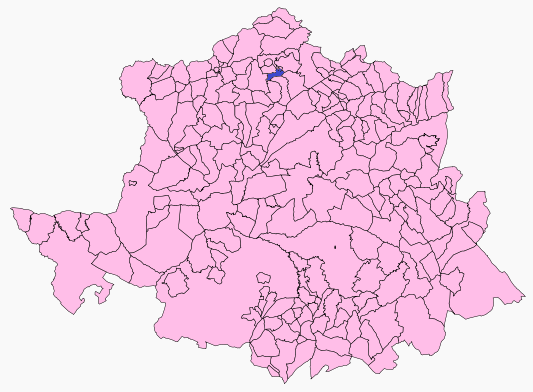
Розташування муніципалітету у провінції Касерес